# Boniface N’Dong
Boniface N’Dong (ur. 3 września 1977 w Mbour) – senegalski koszykarz, reprezentant kraju, posiadający także niemieckie obywatelstwo, występujący na pozycji środkowego, po zakończeniu kariery zawodniczej trener koszykarski. 
W sezonie 2005/2006 zawodnik zespołu NBA – Los Angeles Clippers.
Pomimo kontraktu w NBA nigdy nie został wybrany w drafcie.
Przez kilka lat występował w letnie lidze NBA. Reprezentował Denver Nuggets (2005), Los Angeles Clippers (2006), Cleveland Cavaliers (2007).

## Osiągnięcia
Na podstawie, o ile nie zaznaczono inaczej.
Drużynowe
- Mistrz:
  - Euroligi (2010)
  - Hiszpanii (2011, 2012)
  - Turcji (2013)
  - Katalonii (2009, 2010)
- Wicemistrz:
  - FIBA EuroCup Challenge (2004)
  - Hiszpanii (2010)
  - Niemiec (2003)
- 3. miejsce w Eurolidze (2012)
- Zdobywca:
  - pucharu:
    - pucharu Hiszpanii (2010, 2011)
    - Liderów LNB Pro A (2004)

  - superpucharu Hiszpanii (2009–2011)
- Finalista pucharu:
  - Hiszpanii (2009, 2012)
  - Turcji (2013)

Indywidualne
- MVP:
  - miesiąca ACB (kwiecień 2012)
  - kolejki ACB (2, 30 – 2011/2012)
- Uczestnik meczu gwiazd ligi francuskiej (2005)
- Lider ligi rosyjskiej w zbiórkach (2007)

Reprezentacja
- Wicemistrz Afryki (2005)
- Uczestnik mistrzostw Afryki (2003 – 4. miejsce, 2005, 2009 – 7. miejsce, 2011 – 5. miejsce)
- MVP mistrzostw Afryki (2005)
- Zaliczony do I składu mistrzostw Afryki (2005)

Trenerskie
(jako asystent)
- Mistrzostwo Eurocup (2017)
- Finał superpucharu Hiszpanii (2015)